# Островы (Лоевский район)
Островы (бел. Астравы) — деревня в Малиновском сельсовете Лоевского района Гомельской области Беларуси.
На юге, востоке и западе граничит с лесом.

## География

### Расположение
В 15 км на запад от Лоева, 55 км от железнодорожной станции Речица (на линии Гомель — Калинковичи), 84 км от Гомеля.

### Гидрография
На востоке река Песочанка (впадает в озеро Лутовское, в пойме реки Днепр).

## Транспортная сеть
Транспортные связи по просёлочной, затем автомобильной дороге Лоев — Речица. Планировка состоит из дугообразной улицы с переулками, ориентированной с юго-востока на северо-запад. Застройка односторонняя, деревянная, усадебного типа.

## История
Обнаруженное археологами городище (в 3 км на юго-восток от деревни, в урочище Рудовец) свидетельствует о заселении этих мест с давних времён. По письменным источникам известна с XIX века как селение в Лоевской волости Речицкого уезда Минской губернии.
С 8 декабря 1926 года до 30 декабря 1927 года центр Островского сельсовета Лоевского района Гомельского округа. В 1930 году организован колхоз, работали ветряная мельница и кузница. Во время Великой Отечественной войны оккупанты в 1943 году сожгли 92 двора и убили 13 жителей. В результате катастрофы на Чернобыльской АЭС подверглась радиационному загрязнению и отнесена к категории населённых пунктов с правом на отселение. В составе колхоза имени К. Маркса (центр — деревня Малиновка). Располагалась библиотека.

## Население

### Численность
- 1999 год — 67 хозяйств, 141 житель.

### Динамика
- 1897 год — 31 двор, 193 жителя (согласно переписи).
- 1908 год — 63 двора, 317 жителей.
- 1940 год — 114 дворов, 408 жителей.
- 1959 год — 398 жителей (согласно переписи).
- 1999 год — 67 хозяйств, 141 житель.